# Вулиця Вільгельма Котарбінського
Ву́лиця Вільге́льма Котарбі́нського — вулиця в Шевченківському районі міста Києва, місцевість Лук'янівка. Пролягає від вулиці Січових Стрільців до вулиці Шолуденка.
Прилучається Дмитрівська вулиця.

## Історія
Вулицю було прокладено в період між 1838 та 1849 роками під назвою Борщагівська (як частина дороги до Борщагівки на південно-західній околиці Києва).
1902 року отримала назву Скобелєвська вулиця, на честь героя російсько-турецької війни 1877—1878 років генерала Михайла Скобелєва (1843–1882).
З 1928 року мала назву вулиця Миколи Кравченка, на честь Миколи Кравченка (1886—1918) — більшовика, учасника Січневого повстання 1918 року (назву підтверджено 1944 року).
Під час німецької окупації носила назву — вулиця Лазаревського (на честь історика О. Лазаревського).
Сучасна назва на честь київського художника польського походження, одного з авторів розписів Володимирського собору Вільгельма Котарбінського — з 2016 року.

## Проект перейменування
У серпні — жовтні 2015 року Київська міська державна адміністрація провела громадське обговорення щодо перейменування вулиці на честь киргизького радянського письменника-прозаїка, політичного та культурного діяча Чингіза Айтматова. Враховуючи результати обговорення, комісія з питань найменувань при Київському міському голові рекомендувала підібрати інший варіант перейменування.

## Забудова
Вулиця забудована переважно багатоповерховими будинками 1980–90-х років.
Серед сучасної забудови виділяється будинок № 21 — житловий прибутковий будинок 1913–1914 років у стилі модерн, зведений за проектом цивільного інженера П. А. Жукова. Будинок належав Евеліні-Францішці Антонівні Шмідт. Типовий прибутковий будинок початку XX століття виділявся своєю висотою з-поміж малоповерхової забудови. На кожному поверсі було по дві чотирикімнатні квартири, крім того, на першому поверсі знаходився магазин. Збереглося мистецьке опорядження інтер'єрів.

## Зображення

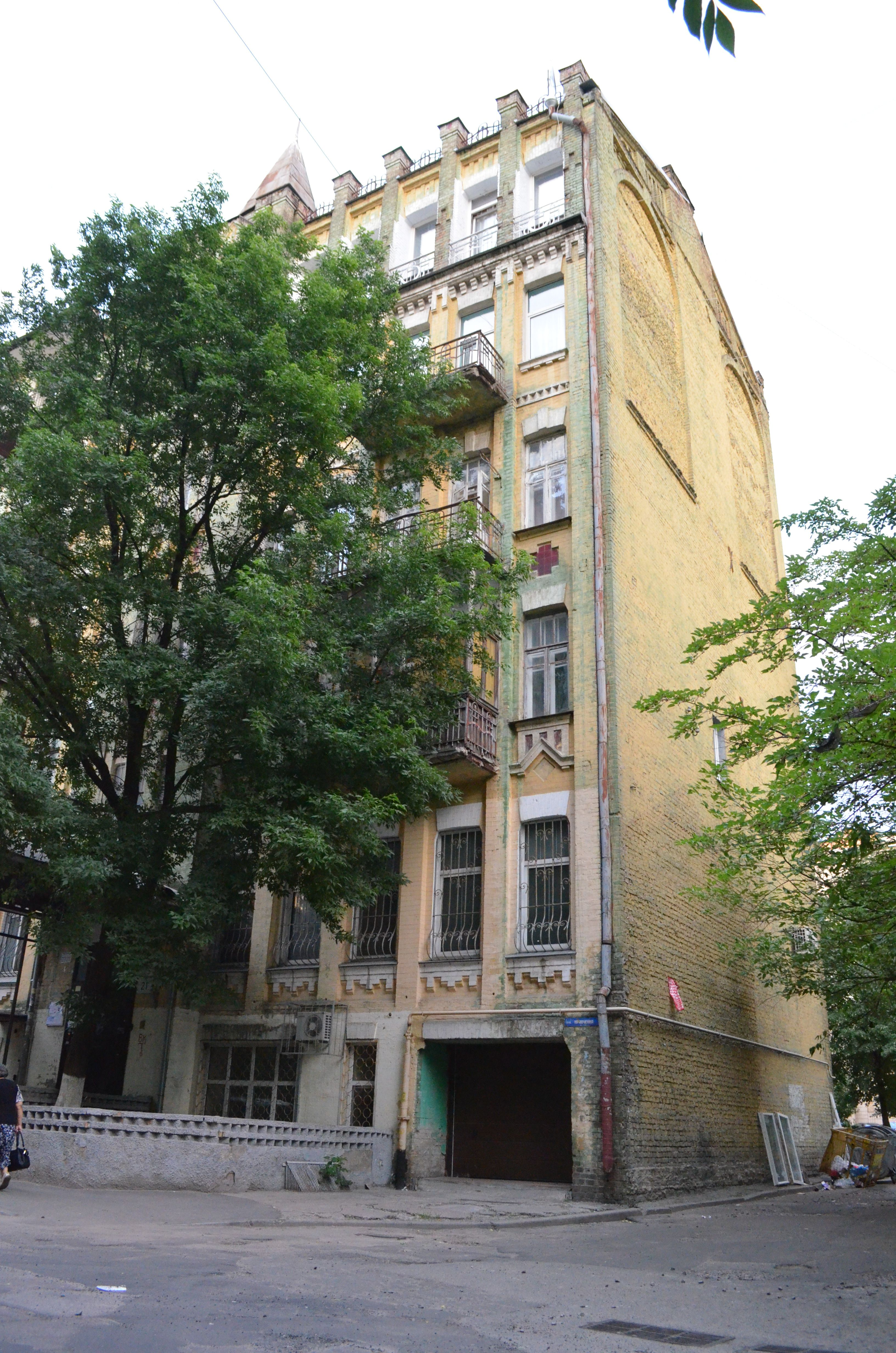
Будинок № 21